# Arrows advokátní kancelář
ARROWS advokátní kancelář je advokátní kancelář sídlící v Praze, s pobočkami v Olomouci, Hradci Králové, Českých Budějovicích, Ostravě a rakouském Linzi, společně s dalšími kontaktními místy po celé České republice.
Od roku 2022 je řídícím partnerem (CEO) Jakub Dohnal.

## Historie
Společnost vznikla v roce 2018 jako právní nástupce advokátních kanceláří DOHNAL PERTOT SLANINA, HSL legal a Legalcom. Zakládajícími společníky byli Jakub Dohnal, Tomáš Pertot, Lukáš Slanina, Jáchym Petřík, Pavel Staněk, Libor Zbořil a Vojtěch Sucharda.
V roce 2021 vstoupila do ARROWS advokátní kanceláře německá skupina ETL Global, která koupila 51% podíl. Hodnotu transakce žádná ze stran neuvedla. Podle odhadů Hospodářských novin by však transakce mohla dosahovat až hranice 130 milionů korun.
Od roku 2022 se ARROWS věnuje právním hlediskům, implementaci, normalizaci a přednášení o umělé inteligenci, v čemž je lídrem českého právního trhu.

## Profesní ocenění
Český zpravodajský portál CzechCrunch, ve spolupráci s datovými analytiky z FUTURE SALES, zařadil na začátku roku 2025 ARROWS advokátní kancelář na 22. místo nejvlivnějších firem na českém LinkedIn.
V české soutěži Právnická firma roku získala ARROWS advokátní kancelář v roce 2024 hlavní cenu za inovace a dále se umístila v celkem 5 oblastech (pracovní právo, firemní compliance, daňové právo, právo životního prostředí, firma na mezinárodních trzích) mezi velmi doporučované kanceláře a dalších 5 oblastech (developerské a nemovitostní projekty, restrukturalizace a insolvence, veřejné zakázky, trestní právo, energetika a energetické projekty) mezi doporučované kanceláře roku 2024.
V polovině roku 2024 obdržela ARROWS advokátní kancelář ocenění za inovace v soutěži Advokátní kancelář roku, kterou publikuje magazín Lawyers & Bussiness z mediální skupiny A 11.
V roce 2022 byla ARROWS advokátní kancelář zařazena na list 500 Legal firms to watch, který vydává list The Legal 500 britské společnosti Legalease Ltd.